# Бушинская, Нина Андреевна
Бушинская Нина Андреевна (род. 2 августа 1931, Одесса) — советская инженер-проектировщик. Лауреат Премии Совета Министров СССР (1983).

## Биография
Родилась 2 августа 1931 года в городе Одесса.
В 1956 году окончила Криворожский горнорудный институт.
В 1956—1986 годах — инженер, руководитель группы института «Механобрчермет». Осуществляла авторский надзор за строительством объектов Южного горно-обогатительного комбината.

## Награды
- Премия Совета Министров СССР (1983) — за реконструкцию и техническое переоснащение обогатительной фабрики № 2 ЮГОКа[1].